# Challenge Bell 2009
Challenge Bell 2009 — тенісний турнір, що проходив на закритих кортах з килимовим покриттям. Це був 17-й за ліком Challenge Bell. Належав до турнірів WTA International в рамках Туру WTA 2009. Відбувся на арені PEPS de l'Université Laval у Квебеку (Канада). Тривав з 14 до 20 вересня 2009 року.

## Учасниці

### Сіяні пари
| Країна    | Гравчиня          | Рейтинг1 | Посіяна |
| --------- | ----------------- | -------- | ------- |
| Росія     | Надія Петрова     | 13       | 1       |
| Німеччина | Сабіне Лісіцкі    | 25       | 2       |
| Канада    | Александра Возняк | 39       | 3       |
| Чехія     | Луціє Шафарова    | 48       | 4       |
| Угорщина  | Мелінда Цінк      | 51       | 5       |
| США       | Джилл Крейбас     | 75       | 6       |
| США       | Варвара Лепченко  | 84       | 7       |
| Німеччина | Юлія Гергес       | 92       | 8       |

- 1 Рейтинг подано станом на 31 серпня 2009

### Інші учасниці
Гравчині, що отримали вайлдкард на участь в основній сітці
- Гейді Ель Табах
- Ребекка Маріно
- Бетані Маттек-Сендс

Нижче наведено гравчинь, які пробились в основну сітку через стадію кваліфікації:
- Меллорі Сесіл
- Лілія Остерло
- Амра Садікович
- Анна Татішвілі

Як щасливий лузер в основну сітку потрапили такі гравчині:
- Ольга Пучкова

### Відмовились від участі
До початку турніру
- Сабіне Лісіцкі (травма гомілковостопного суглоба)

## Переможниці та фіналістки

### Одиночний розряд
Мелінда Цінк —  Луціє Шафарова, 4–6, 6–3, 7–5

### Парний розряд
Ваня Кінґ /  Барбора Стрицова  —  Софія Арвідссон /  Северін Бремон Бельтрам, 6–1, 6–3